# Günther Brennecke
Günther Brennecke (1927.) je bivši njemački hokejaš na travi.
Igrao je za Goslarer SC iz Goslara.
Na hokejaškom turniru na Olimpijskim igrama 1952. u Helsinkiju je igrao za Njemačku, koja je ispala tijesnim porazom od 0:1 u četvrtini završnice od kasnije finalistice Nizozemske.
Na hokejaškom turniru na Olimpijskim igrama 1956. u Melbourneu je igrao za ujedinjenu njemačku momčad, koja je na kraju osvojila brončano odličje. 

## Vanjske poveznice
- Profil na Sports Reference.com  Arhivirana inačica izvorne stranice od 14. prosinca 2012. (Wayback Machine)